# تمام‌خوار
تمام‌خوار(نام علمی: Holophagus) نام یک سرده از راسته تهی‌خار است.